# Lola Falana
Pour les articles homonymes, voir Falana (homonymie).
Loletha Elaine Falana, connue sous le nom de Lola Falana, née le 11 septembre 1942 à Camden dans l'État du New Jersey, est une actrice, danseuse, chanteuse et une prédicatrice catholique américaine.

## Biographie
Lola Falana est la troisième des six enfants de Bennett Falana, émigrant venu de Cuba, et de Cleo Falana, une couturière. Son père, après avoir servi dans l'U.S. Marine Corps, devient soudeur de chantier naval. Dès l'âge de trois ans, Lola rêve de devenir danseuse. Sa famille lui offre des cours de piano, de chant et de danse. En 1952, après la naissance de ses deux dernières sœurs, la famille emménage à Philadelphie.
Lola commence à chanter dans le chœur de son église.
En 1987, Lola Falana découvre qu'elle souffre de sclérose en plaques. Lola accentue sa dévotion et ses prières, et décide d'aller à Medjugorie, lieu d'apparitions Mariales. De cette retraite spirituelle, elle raconte qu'un jour "elle sentit la présence de Dieu à côté d'elle". "J'ai senti quelque chose se produire à la base de mon crâne, une sensation de chaleur se déplaçant le long de mon bras. À partir de ce moment, ma santé s'est améliorée de plus en plus et aujourd'hui, je suis parfaitement rétablie." Depuis les années 90, Lola Falana s'est définitivement retirée du monde du show-biz pour se consacrer à son activité religieuse. La pathologie reste stable tout au long des années, nonobstant quelques rechutes vers 2005. Sa pathologie semble entrer dans une phase progressive, comme le dira Falana elle-même en 2008 dans une interview à la télévision Italienne, accordée à Alda D'Eusanio dans le programme "Ricominciare" (Recommencer). Lola Falana vit actuellement dans un cloitre à la périphérie de Las Vegas .

## Filmographie
- 1966 : A Man Called Adam : Theo
- 1967 : Lola Colt : Lola Gate
- 1968 : Quando dico che ti amo
- 1970 : On n'achète pas le silence (The Liberation of L.B. Jones) : Emma Jones
- 1972 : The New Bill Cosby Show (série télévisée) : Regular
- 1973 : Hai visto mai? (feuilleton TV) : Hostess
- 1974 : L'Homme du clan (The Klansman) : Loretta Sykes
- 1974 : Les Rues de San Francisco (série télévisée) - Saison 2, épisode 19 (A String of Puppets) : Jackie Sterling
- 1975 : Ben Vereen... Comin' at Ya (série télévisée) : Regular Performer
- 1975 : Lady Cocoa : Lady Cocoa
- 1976 : Cos (série télévisée) : Frequent Guest
- 1979 : Liberace: A Valentine Special (TV)
- 1982 : Capitol (Capitol) (série télévisée) : Charity Blake (1984-1986)
- 1990 : Mad About You : Casey's Secretary